# Poesia burlesca
La poesia burlesca è un genere poetico caratterizzato dall'uso di ironia, parodia e comico.
Le sue origini non sono molto chiare, nel senso che si sospetta sia sempre esistito poiché i primi versi a cui molti poeti si sono poi ispirati erano canzoni di strada che prendevano in giro scene, nobili, persone e storie di svariati luoghi. Si può dire che le canzoni di strada cantate nelle osterie, su navi, insomma tutto quello che era tra il comico-grottesco fu il principio della poesia-burlesca.
Tale genere prese piede proprio perché interessava non solo gli intellettuali, ma un po' tutti. Solo che gli intellettuali si accorsero che “ironizzare, burlare, fare parodie”, la messa in ridicolo insomma, era un'arma molto più potente dello scontro diretto. Inoltre questo modo di fare proteste aiutava chiunque volesse dire la propria opinione senza poi scontare condanne e torture per le proprie idee celate tra metafore, parole dal dubbio significato e accostamenti con scene inverosimili, ricercando la loro espressività nei ceti più popolari.

## Storia
Nel mondo classico la poesia burlesca non fu un genere conosciuto, anche se sono presenti alcuni spunti, per così dire, pre-burleschi in Catullo, Ovidio, Marziale, Giovenale e Orazio.
Come genere si affermò nell'area romanza, nel momento nascente di nuove letterature, sbocciando dal latino medievale, nel quale si fecero sempre più diffusi e popolari gli spunti di poesia burlesca di pari passo alla poesia goliardica.
Le prime tracce riportate fino a noi oggi di poesia burlesca si hanno nel Duecento per poi esplodere come genere vero e proprio nel Cinquecento.
I suoi primi temi ricorrenti furono la taverna, la donna, il dado, la sfortuna, benché l'aspetto fondamentale divenne senza dubbio il tono giocoso e burlesco, più che gli argomenti. Grazie alla musicalità del tono burlesco, questo genere riuscì a occuparsi di tante altre tematiche e campi.
Non è un caso se il campo di azione dei burleschi noti del Duecento e del Trecento, quali Cecco Angiolieri e Rustico di Filippo, risultò profondamente diverso da quello del Burchiello e del Pistoia operanti nel Quattrocento oppure di Francesco Berni, attivo nei primi decenni del Cinquecento. Infatti una delle prerogative della poesia burlesca fu non solo la matrice regionale peculiare ma anche la congiuntura costituita da momenti storici, contesti culturali e sociali.
Si ebbero molti poeti illustri, le cui opere sono giunte fino a noi. La Toscana sfornò molti autorevoli esponenti e divenne un genere tra più in uso in quella regione.
In seguito si evolse come parodie e sfociò anche nel genere comico-realistico, fino a divenire vera e propria satira dal Settecento fino ad oggi.
Tra i maggiori rappresentanti di questo genere nel Seicento e nel settecento si annoverano Alessandro Tassoni e Gaspare Gozzi.
Durante il periodo risorgimentale la poesia burlesca tornò in auge grazie a Filippo Pananti e a Giuseppe Giusti, prima di affievolirsi lentamente.
Il termine burlesco assunse significati diversi nelle letterature europee. Se in Francia e in Inghilterra indicò un aspetto del gusto barocco, in Spagna venne inglobato all'interno della letteratura picaresca.